# Kanton Marseille-Saint-Lambert
Der Kanton Marseille-Saint-Lambert war bis 2015 ein französischer Wahlkreis im Arrondissement Marseille, im Département Bouches-du-Rhône und in der Region Provence-Alpes-Côte d’Azur. Die landesweiten Änderungen in der Zusammensetzung der Kantone brachten im März 2015 seine Auflösung.
Er umfasste Teile des 7. Arrondissements von Marseille mit den Stadtteilen:

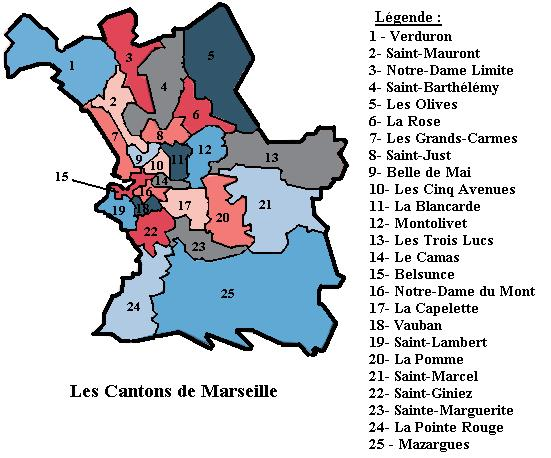
Die Kantone in Marseille bis zum Jahr 2015

- Bompard
- Endoume
- Les Îles
- Le Pharo
- Roucas Blanc
- Saint-Lambert
- Saint-Victor